# Marcin Gnyba
Marcin Zbigniew Gnyba (ur. 1972 w Gdańsku) – polski inżynier, profesor Politechniki Gdańskiej. Pracownik Katedry Metrologii i Optoelektroniki na Wydziale Elektroniki, Telekomunikacji i Informatyki.

## Działalność dydaktyczna i naukowa
W 1996 roku obronił tytuł magistra inżyniera na Wydziale Elektroniki, Telekomunikacji i Informatyki Politechniki Gdańskiej w zakresie Aparatury Elektronicznej i specjalności Optoelektronika. W 2006 uzyskał z wyróżnieniem stopień doktora nauk technicznych. Obecnie jest profesorem uczelni w Katedrze Metrologii i Optoelektroniki.
Autor i współautor 86 publikacji. Współautor 35 publikacji z listy filadelfijskiej (JCR) oraz 3 wniosków patentowych.
W latach 2000–2003 odbył staże badawcze w VTT – Technical Research Centre of Finland oraz w 2007-2008 na Uniwersytecie Technicznym w Karlsruhe. Uczestniczył w pracach europejskich sieci naukowych COST BM1205 „European Network for Skin Cancer Detection Using Laser Imaging” oraz COST BM1401 „Raman-based applications for clinical diagnostics”.
Zastępca kierownika Laboratorium Syntezy Innowacyjnych Materiałów i Elementów w ramach Centrum Zaawansowanych Technologii „Pomorze”, utworzonego w ramach Programu Operacyjnego dla rozwoju firm innowacyjnych. W 2012 ukończył studia podyplomowe z zarządzania projektem badawczym i komercjalizacji wyników badań, uzyskał certyfikat menadżera IPMA (D) oraz brał udział w programie Top 500 Innovators (Uniwersytet Kalifornijski Berkeley). Ekspert ITEE -PIB Radom, MNiSW, NCBiR oraz NAWA. Członek SPIE (The International Society for Optics and Photonics) oraz IMEKO (International Measurement Confederation) – członek komitetu technicznego TC2 Photonics.

## Odznaczenia
- Brązowy Krzyż Zasługi (2006)[4]